# Marta González Gómez
Marta González Gómez (Bilbao, 13 de mayo de 1961 - Nejapa, San Salvador, 24 de diciembre de 1990) fue una médica bilbaína que participó como internacionalista en el Frente Farabundo Martí para la Liberación Nacional, murió en un ataque del ejército de El Salvador.

## Biografía
Nació en Bilbao en 1961. Realizó sus primeros estudios en el colegio de las Carmelitas de la Caridad en Indautxu, hasta 1977, cuando se trasladó a vivir a Madrid con su familia. Cuando terminó el bachillerato y la UBI, estudió medicina en la Universidad Autónoma de Madrid, realizando prácticas en los hospitales Niño Jesús y La Princesa. De 1987 a diciembre de 1988 estuvo en Nicaragua trabajando en un hospital de Estelí y después participó en diversas actividades médicas, como vacunación y capacitación.
En 1989 regresó a Madrid y colaboró con algunas organizaciones centroamericanas y se formó con ellas en diversas materias. En 1990 se trasladó El Salvador que estaba en Guerra Civil. Allí trabajó como médico de la Asociación Salvadoreña Promotora de la Salud y en noviembre se incorporó como internacionalista al FMLN con el apodo de “Begoña”, en honor a Begoña García Arandigoyen, quien unos meses antes había sido secuestrada y asesinada por un grupo de paramilitares.
Con 29 años, perdió la vida en el atentado perpetrado por el ejército salvadoreño contra el Frente Farabundo Martí de Liberación Nacional (FMLN). Aunque se había acordado un cese al fuego, cuando pasaban la Nochebuena en la localidad de Adelaida, en el municipio de Nejapa (cantón El Salitre), junto con población civil, fueron atacados por el ejército de El Salvador. La embajada española informó de su fallecimiento el 10 de enero de 1991 y colaboró en la repatriación del cuerpo a petición de los familiares. Fue enterrada en el cementerio familiar de Derio.

## Premios y reconocimientos
- 2013 Homenaje a Marta González desde Bilbao en la celebración del Aberri Eguna en Nejapa, el 14 de abril.[10]
- 2013 Documental La lluita a la motxila = La lucha en la mochila = Borroka motxilan realizado por Aixina Produccions Audiovisuals.[11]
- 2021 Documental Marta González Gómez, 30 urte zurekin - 30 años contigo realizado por Aixina Produccions Audiovisuals.[12]